# Isabella Lövin
Isabella Lövin (Helsingborg, 3 de fevereiro de 1963) é uma política sueca, do Partido Verde. Nasceu em Helsingborg, na Suécia, em 1963. Foi Vice-Primeira-Ministra e foi Ministra da Cooperação Internacional para o Desenvolvimento em 2014-2019, no Governo Löfven.